# سطح ريمان

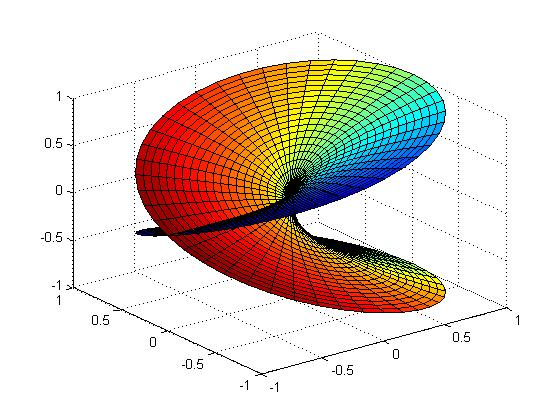
أسطح ريمان للدالةƒ(z) = √z. يمثل المحوران الأفقيان الأجزاء الحقيقية والخيالية للدالة z، بينما تمثل المحاور الرأسية الجزء الحقيقي من z√ لإيجاد الجزء الخيالي من z√ قم بتدوير الخريطة 180° حول المحاور الرأسية.

في الرياضيات، وخصوصًا في التحليل العقدي، سطح ريمان (بالإنجليزية: Riemann surface)‏، تعني متعدد الشغب المعقد (complex manifold)أحادي البعد. وقد اكتشف برنارد ريمان تلك السطوح، ولذا سميت باسمه.
من الممكن أن نعتبر سطوح ريمان «صورة مشوهة» للـمستوى العقدي، فمحليًا بجانب كل نقطة تبدو سطوح ريمان وكأنها بقع من المستوى العقدي، ولكن قد تكون الـطوبولوجيا العالمية مختلفة قليلاً عن ذلك. فعلى سبيل المثال، قد تبدو وكأنها كرة أو طارة (رياضيات) أو بضع ورقات ملصوقة ببعضها البعض.
إن النقطة الرئيسية والهامة في سطوح ريمان هي إمكانية تحديد الدوال تامة الشكل بينها وتعتبر سطوح ريمان الآن بيئة مناسبة لدراسة السلوك العام لتلك الدوال، وخصوصًا الدوال متعددة القيم (مثل الجذر التربيعي وغيره من الدوال الجبرية أو اللوغاريتم.
إن كل سطح من سطوح ريمان هو متعدد شعب تحليلي حقيقي ثنائي الأبعاد (أي سطح)، ولكنه يحتوي على بنية أكثر (وخصوصًا البنية المعقدة)، والتي تعد هامة جدًا في الحصول على تعريف دقيق للدوال تامة الشكل. يمكن تحويل متعدد الشعب الحقيقي ثنائي الأبعاد إلى سطح ريمان (بالعديد من الطرق غير المتكافئة) فقط إذا كان قابلاً للتوجيه (orientable) وواقعًا في الفضاء المتري "metrizable". ولذا، تعتبر الكرة والطارة أبنية معقدة، على عكس شريط موبيوس وزجاجة كلاين ومستوى الإسقاط.
إن الحقائق الهندسية الموجودة عن سطوح ريمان تعتبر «لطيفة» إلى حد ما، وتولد الدافع لتعميمها على المنحنيات الأخرى، ومتعدد الشعب، وغيرها. وتعد مبرهنة ريمان-روخ خير مثال على ذلك التأثير.

## معرض صور

## وصلات خارجية
- Riemann Surface على بلانيت ماث